# Я так давно тебя люблю
«Я так давно тебя люблю» (фр. Il y a longtemps que je t'aime) — кинофильм режиссёра Филиппа Клоделя, вышедший на экраны в 2008 году.

## Сюжет
Жюльетта (Кристин Скотт Томас), просидевшая 15 лет в тюрьме за убийство собственного 6-летнего сына, приезжает в Нанси, где живёт её сестра Леа (Эльза Зильберштейн). Очень непросто вновь влиться в жизнь общества, искать работу, имея за плечами такие тяжелые воспоминания и встречая на каждом шагу непонимание и даже враждебность. Сложно приходится и Леа: родители давным-давно внушили ей, что сестру нужно забыть, вычеркнуть из памяти. Ведь никто не знает причин, по которым Жюльетта совершила свой страшный поступок.

## В ролях
- Кристин Скотт Томас — Жюльетт Фонтейн
- Эльза Зильберштейн — Леа
- Серж Хазанавичюс — Люк
- Лоран Гревиль — Мишель
- Фредерик Пьерро — капитан Форе
- Клэр Джонстон — мать Жюльетты и Леа
- Жан-Клод Арно — дедушка Поль
- Оливье Крювейер — Жерар
- Лиз Сегюр — маленькая Лис

## Награды и номинации

### Награды
- 2009 — премия BAFTA за лучший неанглоязычный фильм (Филипп Клодель, Ив Мармион)
- 2008 — 2 награды Берлинского кинофестиваля: Приз экуменического жюри и Приз читателей «Berliner Morgenpost»
- 2009 — 2 премии «Сезар»: лучшая первая работа (Филипп Клодель) и лучшая актриса второго плана (Эльза Зильберштейн)
- 2008 — премия «Феликс» лучшей актрисе (Кристин Скотт Томас)

### Номинации
- 2009 — 2 номинации на премию BAFTA: лучшая актриса (Кристин Скотт Томас) и лучший оригинальный сценарий (Филипп Клодель)
- 2008 — номинация на премию «Золотой медведь» Берлинского кинофестиваля (Филипп Клодель)
- 2009 — 4 номинации на премию «Сезар»: лучший фильм (Филипп Клодель, Ив Мармион), актриса (Кристин Скотт Томас), оригинальный сценарий (Филипп Клодель) и музыка (Жан-Луи Обер)
- 2009 — 2 номинации на премию «Золотой глобус»: лучший фильм на иностранном языке и лучшая драматическая актриса (Кристин Скотт Томас)